# シルパンチョ

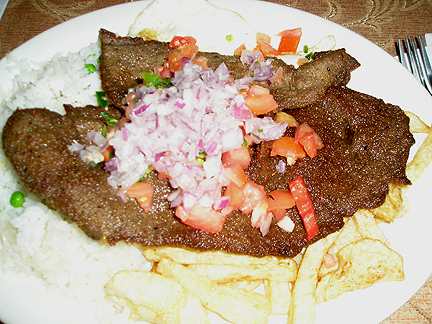
シルパンチョ

シルパンチョ (スペイン語：Silpancho、ケチュア語：Sillp'anchu)は、南米ボリビアの料理。
コチャバンバの名物料理と言われている。薄く大きい肉を焼き、ご飯の上に目玉焼きとともに乗せて食べる。ボリューム満点の豪快な料理である。

## 調理法
1. 牛肉を100g程度の大きさに切る。塩、コショウをふり、パン粉を敷いた板のうえに置く。肉の上にもパン粉を乗せ、その上からこん棒や石などで叩き、数ミリ程度の厚さになるまで潰して伸ばす。
2. フライパンに多めの油を敷き、この肉の両面をよく焼く。
3. ジャガイモの皮をむき、八つ割り程度にしたものを茹でる。茹であがったら、熱した油をかけて表面を黄金色にする。
4. 米をニンニクのみじん切りとともに厚手の鍋で煎り、水を加えて炊く。
5. タマネギをみじん切りにしたものと、トマトを細かく切ったものを混ぜ、ロコトなどで辛みをつけ、塩と油を少々加えてサルサを作る。
6. 1人前につき1個ずつ目玉焼きを焼く。
7. 大きな皿に米を盛り、その上に肉を乗せ、さらにその上に目玉焼きを乗せる。脇にジャガイモを添え、全体にサルサをかける。

この料理のポイントは、肉を薄く広く叩き潰すところにある。ボリビアでは牛肉が最も安価な肉であるが、ほとんどは固く筋張っている。肉をよく叩くことによって筋繊維がほぐれ、食べやすくなる。また、パン粉を埋め込むように一緒に叩くことにより、焼いた時にサクサクした気持ちよい食感が得られる。
また、米は粘り気の少ないインディカ種なので、一度煎ってから炊いたほうがおいしい。肉の付け合わせの感覚で食べられている。